# Michel Rousseau (nedador)
Michel Rousseau   (Bois-Colombes, 8 de juny de 1949) és un nedador francès, ja retirat, especialista en estil lliure, que va competir durant les dècades de 1960 i 1970. És pare de la també nedadora Magali Rousseau.
Durant la seva carrera esportiva va prendre part en tres edicions dels Jocs Olímpics d'Estiu, el 1968 a Ciutat de Mèxic, el 1972 a Múnic i el 1976, a Mont-real. Els millors resultats els va obtenir als Jocs de 1968, quan va obtenir una cinquena posició en els 4x200 metres lliures del programa de natació. També destaca la setena posició en les proves dels 100 metres lliures i 4x100 metres lliures als Jocs de 1972.
En el seu palmarès destaquen una medalla de plata en els 100 metres lliures al Campionat del Món de natació de 1973 i una medalla d'or i una de plata al Campionat d'Europa de natació de 1970. També guanyà 40 campionats nacionals i va establir quatre rècords d'Europa en els 100 i 4×200 metres lliures.